# أهل تفنوت
أهل تفنوت هي جماعة قروية في إقليم تارودانت بجهة سوس ماسة جنوب المغرب. وهي تضم 5910 نسمة، حسب الإحصاء العام للسكان والسكنى لسنة 2014. ويحدها شمالاً جماعة تبقال، وجنوباً جماعة إڭيدي، وشرقاً جماعة تاويالت، وغرباً جماعة إجوكاك.
يبعد مركز جماعة أهل تفنوت (دوار أسراك) عن مدينة تارودانت بـ 145 كلم، وعن مدينة تالوين بـ 100 كلم، وعن مدينة أولوز بـ 65 كلم.
مع دلك يبقى دوار ايمولديغن مضلوم مادا الحياة 
دوار ايمولديغن

## دواوير الجماعة
| دواوير اهل تيفنوت |
| --- |
| - دوار أسراك (مركز الجماعة) - دوار أنميد - دوار تنميترت - دوار أمزاركو - دوار تزوغين - دوار أنميتر - دوار إزاكن - دوار تيريرت - دوار تامكوت - دوار تامسولت - دوار إيمولذيغن - دوار تايزلت - دوار أزرو - دوار تيقي - دوار توطغران - دوار أرك - دوار تكاديرت - دوار إكيس - دوار تكترت - دوار إمي نوامومن - دوار إغيل |

## التعليم
قائمة المؤسسات التعليمية في جماعة أهل تفنوت:
- مجموعة مدارس تفنوت (المركزية: أسراك / الوحدات: تنميترت - أمزاركو - أنميد)
- مجموعة مدارس المتنبي (المركزية: إكيس / الوحدات: تكاديرت - أرك - إمي نوامومن)
- مجموعة مدارس وامومن (المركزية: إزاكن / الوحدات: أنميتر - توطغران - تايزلت - تمسولت - تاركة)
- إعدادية تفنوت (دوار أمزاركو)

## الاقتصاد
تتميز أهل تفنوت بإنتاج الكركاع، وقد تم مؤخراً بمركز جماعة أهل تفنوت إنشاء دار الركاع، وهو مشروع مهم لتثمين منتوج الكركاع بهذه المنطقة، وذلك عبر تجميعه وتحويله وإعداده ثم تسويق مشتقاته. كما يتم تنظيم المهرجان الإقليمي للكركاع في أهل تفنوت. وينشط في المنطقة العديد من الجمعيات المتخصصة في إنتاج وتسويق المنتوجات المحلية، والتي تهدف إلى توفير موارد مالية للنساء القرويات لتحسين مستوى عيشهم ومن أبرز هذه التعاونيات هي التعاونية الفلاحية النسوية «تفنوت» والتعاونية الفلاحية النسوية «أسيف نتفنوت».

## النقل والطرق
يقع مركز الجماعة على الطريق الإقليمية رقم 1737 الرابطة بين أولوز وطوبقال وهي طريق معبدة، لكنها في حالة غير جيدة، كما أنها ضيقة جداً حيث يضطر السائقين للخروج عن الطريق عند الإلتقاء.

## الصحة
تتوفر أهل تفنوت على مركز صحي في دوار أسراك، وعلى مستوصف قروي في دوار إكيس.

## الرياضة
لا تتوفر أهل تفنوت على أي ملعب بالعشب الاصطناعي، جميع الملاعب بالتربة.

## أحداث
في سنة 2016، تعرضت منطقة أهل تفنوت لسيول قوية غمرت مجموعة من الدواوير التابعة للجماعة، وتسببت في العديد من الخسائر البشرية والمادية وإنقطعت الطرق المؤدية لأهل تفنوت وأصبحت المنطقة منكوبة.

## الجمعيات
قائمة الجمعيات في أهل تفنوت:
- جمعية أسراك للتنمية والتعاون والفلاحة - دوار اسراك جماعة اهل تفنوت
- جمعية... - دوار...

## وصلات خارجية
- الصفحة الرسمية للجماعة القروية أهل تفنوت